# Сен-Фержё (Арденны)
Сен-Фержё (фр. Saint-Fergeux) — коммуна во Франции, находится в регионе Шампань — Арденны. Департамент — Арденны. Входит в состав кантона Шато-Порсьен. Округ коммуны — Ретель.
Код INSEE коммуны — 08380.
Коммуна расположена приблизительно в 160 км к северо-востоку от Парижа, в 70 км севернее Шалон-ан-Шампани, в 45 км к юго-западу от Шарлевиль-Мезьера.

## Население
Население коммуны на 2008 год составляло 202 человека.
| 1962 | 1968 | 1975 | 1982 | 1990 | 1999 | 2008 |
| ---- | ---- | ---- | ---- | ---- | ---- | ---- |
| 280  | 309  | 253  | 207  | 203  | 197  | 202  |

## Экономика
В 2007 году среди 128 человек в трудоспособном возрасте (15—64 лет) 91 были экономически активными, 37 — неактивными (показатель активности — 71,1 %, в 1999 году было 62,0 %). Из 91 активных работали 80 человек (42 мужчины и 38 женщин), безработных было 11 (6 мужчин и 5 женщин). Среди 37 неактивных 11 человек были учениками или студентами, 12 — пенсионерами, 14 были неактивными по другим причинам.

## Достопримечательности
- Церковь Сен-Ферреоль[фр.] (XIV век). Памятник истории с 1926 года.[3]

## Фотогалерея

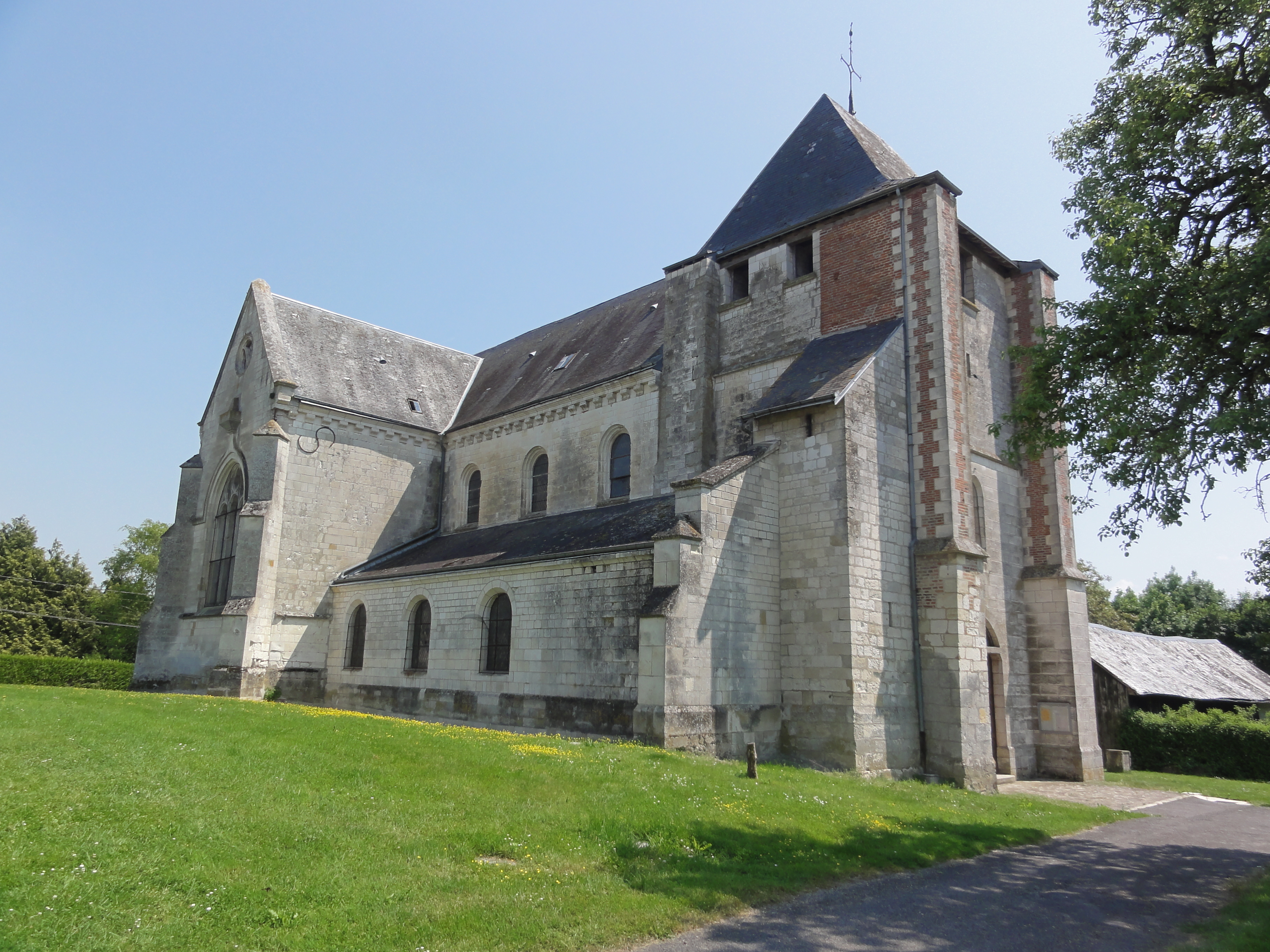
Церковь Сен-Ферреоль
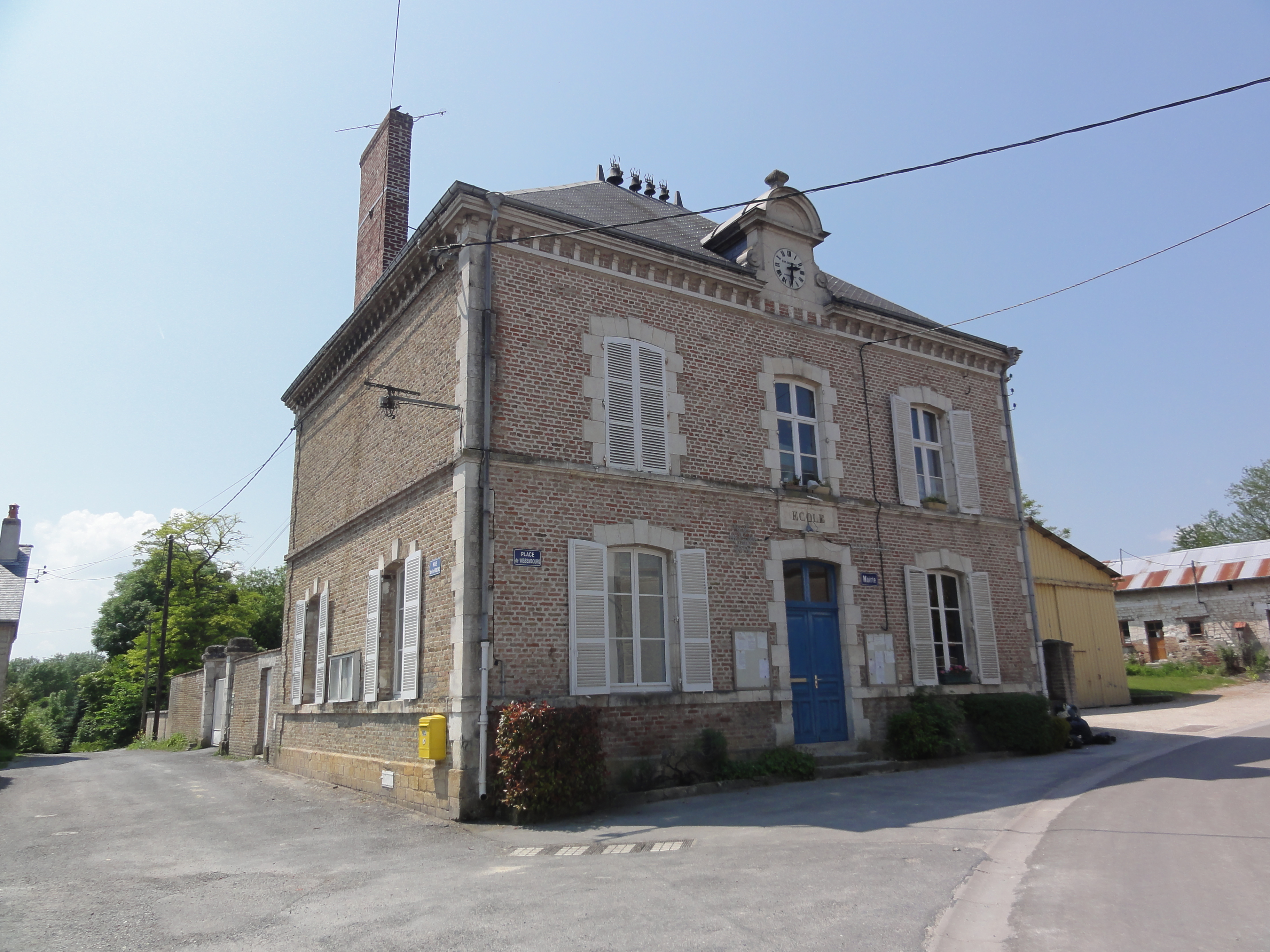
Мэрия-школа
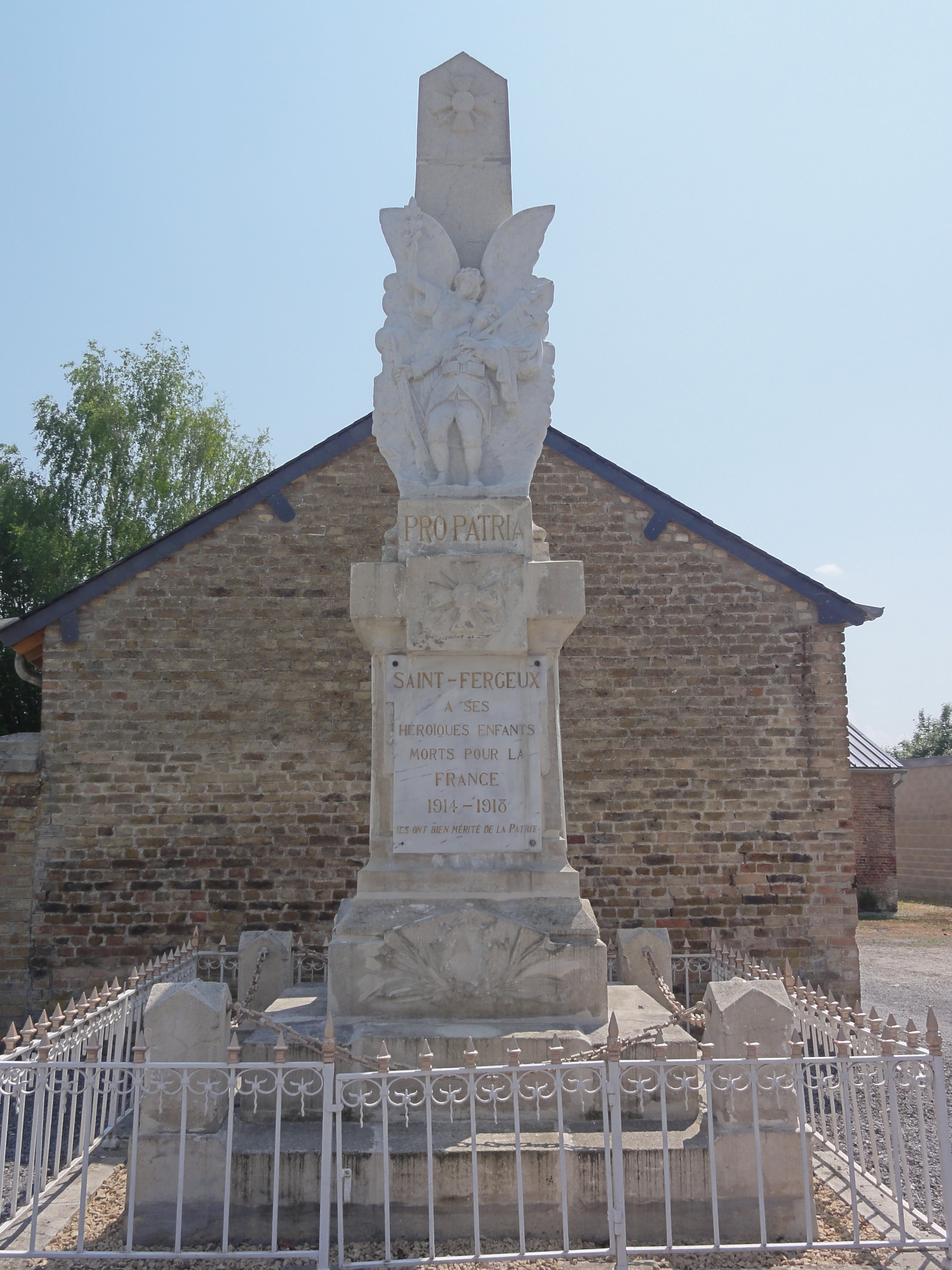
Памятник погибшим в Первой мировой войне
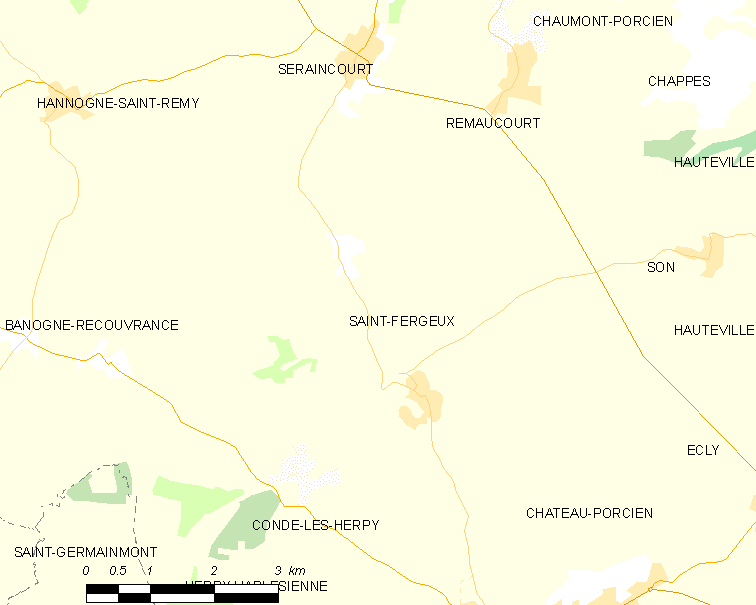
Карта коммуны